# Nowy Wiśnicz (gemeente)
De gemeente Nowy Wiśnicz is een stad- en landgemeente in het Poolse woiwodschap Klein-Polen, in powiat Bocheński.
De zetel van de gemeente is in Nowy Wiśnicz.
Op 30 juni 2004 telde de gemeente 12 821 inwoners.

## Oppervlakte gegevens
In 2002 bedroeg de totale oppervlakte van gemeente Nowy Wiśnicz 82,49 km², waarvan:
- agrarisch gebied: 65%
- bossen: 26%

De gemeente beslaat 13,06% van de totale oppervlakte van de powiat.

## Demografie
Stand op 30 juni 2004:
| Omschrijving                   | Totaal | Totaal | Vrouwen | Vrouwen | Mannen | Mannen |
| ------------------------------ | ------ | ------ | ------- | ------- | ------ | ------ |
| eenheid                        | aantal | %      | aantal  | %       | aantal | %      |
| inwoners                       | 12 821 | 100    | 6478    | 50,5    | 6343   | 49,5   |
| bevolkingsdichtheid (inw./km²) | 155,4  | 155,4  | 78,5    | 78,5    | 76,9   | 76,9   |

In 2002 bedroeg het gemiddelde inkomen per inwoner 1304,59 zł.

## Administratieve plaatsen (sołectwo)
Chronów, Kobyle, Kopaliny, Królówka, Leksandrowa, Łomna, Muchówka, Olchawa, Połom Duży, Stary Wiśnicz, Wiśnicz Mały.

## Aangrenzende gemeenten
Bochnia, Bochnia, Brzesko, Gnojnik, Lipnica Murowana, Trzciana, Żegocina
- Library of Congress Control Number: n92034394
- Virtual International Authority File: 149065706